# Паску, Штефан
Штефан Паску (рум. Ștefan Pascu; 14 мая 1914, Апахида, Трансильвания (ныне жудец Клуж Румыния) — 2 ноября 1998, Клуж-Напока) — румынский историк, медиевист, действительный член Румынской академии, педагог, ректор, профессор, доктор истории и философии (1942), политик, член ЦК РКП.

## Биография
В 1934—1938 годах учился на факультете литературы и философии Клужского университета. В 1939—1942 годах продолжил обучение в Румынской академии в Риме и Ватиканской школе палеографии, дипломатии и архивирования (1940—1942).
Читал лекции в Клужском университете. Профессор (1960), декан и ректор (1968—1976) Университета в Клуж-Напока.
В 1973—1990 годах — директор Института истории в Клуж-Напока. Член Румынской академии с 1974 г.
Президент филиала Румынской академии в Клуж-Напока (1980—1995). Руководитель отдела исторических наук Румынской академии (1974—1990). Директор библиотеки Академии в Клуж-Напока, председатель Международной комиссии по исторической демографии (1975—1985).
Специалист по истории средневековья.
Занимался научной деятельностью в различных историографических областях, автор фундаментальных работ, касающиеся румынского средневековья и движения за свободу и национальное единство, книг, исследований, статей, учебников по различным аспектам средневековой и современной истории Румынии.
Член Португальской академии исторических наук (с 1978), Почётный член Международной академии современного искусства в Риме (с 1989), Страсбургского университета (Франция), Университет Уэйна в Детройте (Мичиган, США) и Университета Огайо (Огайо, США).

## Награды
- Первая премия Министерства народного просвещения (1947).
- Премия Румынской Академии (1947)
- Премия Николае Бэлческу Румынской Академии (1956)
- Почётный профессор (1970)

## Избранные труды
- История Трансильвании (1944)
- Петру Черсель и Валахия (1944)
- Крестьянские восстания в Трансильвании (1947)
- Ремёсла в Трансильвании до 16 века (1954)
- Крестьянская война 1784 года под предводительством Хореи, Клошки и Кришана (1957)
- Роль принцев Трансильвании в антиосманской борьбе Янку де Хунедоара (1957)
- Крестьянская война 1514 г. под руководством Георге Доджи (1959 г.)
- Формирование румынской нации (1967)
- Камни прошлого на сегодня (1967)
- Великое собрание Альба-Юлии (1968)
- Трансильванское воеводство — 4 тома (1971—1989)
- Аврам Янку. Герой и мученик (1972)
- Михай Храбрый. Объединение и централизация румынских земель (1973)
- Историческое мышление в Румынской академии 1866—1918 (1978)
- История Трансильвании, Детройт, Государственная пресса Уэйнского университета (1982)
- Что такое Трансильвания? (1983)
- Создание румынского унитарного национального государства, т. 1-2 (1983—1984)
- Истоки восстания Хореи, том 1-4 (1982—1984)
- Революция Хореи (1984).